# Tanner Hall (esquiador)
Tanner Hall (Kalispell, 26 de octubre de 1983) es un deportista estadounidense que compitió en esquí acrobático, especialista en las pruebas de halfpipe y slopestyle. Consiguió once medallas en los X Games de Invierno.

## Medallero internacional
| \| X Games de Invierno \| X Games de Invierno \| X Games de Invierno \| X Games de Invierno \| \| Año \| Lugar \| Medalla \| Prueba \| \| ------------------- \| --------------------------- \| ------------------- \| ------------------- \| \| 2001 \| Mount Snow (Estados Unidos) \| Medalla de oro \| Big air \| \| 2002 \| Aspen (Estados Unidos) \| Medalla de oro \| Slopestyle \| \| 2003 \| Aspen (Estados Unidos) \| Medalla de oro \| Slopestyle \| \| 2003 \| Aspen (Estados Unidos) \| Medalla de plata \| Superpipe \| \| 2004 \| Aspen (Estados Unidos) \| Medalla de oro \| Slopestyle \| \| 2005 \| Aspen (Estados Unidos) \| Medalla de plata \| Slopestyle \| \| 2005 \| Aspen (Estados Unidos) \| Medalla de plata \| Superpipe \| \| 2006 \| Aspen (Estados Unidos) \| Medalla de oro \| Superpipe \| \| 2007 \| Aspen (Estados Unidos) \| Medalla de oro \| Superpipe \| \| 2008 \| Aspen (Estados Unidos) \| Medalla de oro \| Superpipe \| \| 2009 \| Aspen (Estados Unidos) \| Medalla de plata \| Superpipe \| |                             |                  |            |
| X Games de Invierno |                             |                  |            |
| Año | Lugar                       | Medalla          | Prueba     |
| 2001 | Mount Snow (Estados Unidos) | Medalla de oro   | Big air    |
| 2002 | Aspen (Estados Unidos)      | Medalla de oro   | Slopestyle |
| 2003 | Aspen (Estados Unidos)      | Medalla de oro   | Slopestyle |
| 2003 | Aspen (Estados Unidos)      | Medalla de plata | Superpipe  |
| 2004 | Aspen (Estados Unidos)      | Medalla de oro   | Slopestyle |
| 2005 | Aspen (Estados Unidos)      | Medalla de plata | Slopestyle |
| 2005 | Aspen (Estados Unidos)      | Medalla de plata | Superpipe  |
| 2006 | Aspen (Estados Unidos)      | Medalla de oro   | Superpipe  |
| 2007 | Aspen (Estados Unidos)      | Medalla de oro   | Superpipe  |
| 2008 | Aspen (Estados Unidos)      | Medalla de oro   | Superpipe  |
| 2009 | Aspen (Estados Unidos)      | Medalla de plata | Superpipe  |